# Jasmíniny slzy
Jasmíniny slzy (anglicky: Blue Jasmine) je filmové drama scenáristy a režiséra Woodyho Allena z roku 2013. Jedná se o volné zpracování divadelní hry Tennessee Williamse Tramvaj do stanice Touha
Cate Blanchettová byla za svůj výkon v roli Jasmine oceněna Zlatým glóbem za nejlepší ženský herecký výkon v dramatu a Oscarem za nejlepší ženský herecký výkon.

## Obsazení
| Alec Baldwin      | Harold „Hal“ Francis          |
| Cate Blanchettová | Jeanette „Jasmína“ Francisová |
| Bobby Cannavale   | Chili                         |
| Louis C.K.        | Al                            |
| Andrew Dice Clay  | Augie                         |
| Sally Hawkins     | Ginger                        |
| Peter Sarsgaard   | Dwight Westlake               |
| Michael Stuhlbarg | Dr. Flicker                   |
| Tammy Blanchard   | Jane                          |
| Max Casella       | Eddie                         |
| Alden Ehrenreich  | Danny Francis                 |